# Бранг (міфологія)
Бранг — персонаж давньогрецької міфології, фракійський цар, син річкового бога і царя Стрімона і Евтерпи або Калліопи, брат Реса, Олінфа, Родопи, Евадни, можливо Форбанта і Тірінфа. 
Коли його брат Олінт був убитий левом, Бранг поховав його і насипав на цьому місці курган. Але його скорбота була настільки великою, що він заснував біля місця поховання місто, яке назвав ім'ям брата. 